# Giustizia (divinità)

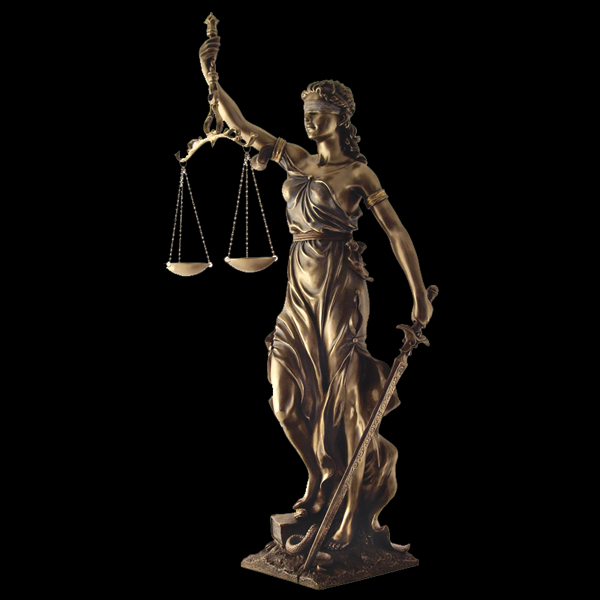
Iustitia

Giustizia ("Iustitia") era una divinità della religione romana personificazione della Giustizia.

## Mitologia
Iustitia era una delle Ore, che stanca dei misfatti degli uomini mortali, tra i quali viveva in familiarità nell'Età dell'oro, si trasferì in cielo diventando la costellazione della Vergine.
Era rappresentata, ma non sempre, bendata, con la spada e la bilancia.
A causa della sua integrità ed imparzialità fu denominata Giustizia ed a quel tempo nessuna Nazione straniera era impegnata nella guerra, nessuno ancora navigava sopra i mari, ma tutti si godevano le loro vite ché si preoccupano per i loro campi. Ma gli uomini che vennero dopo, cominciarono ad essere meno osservanti al dovere e più avidi, di modo che la Giustizia si accompagnò più raramente con gli uomini.
Infine il male diventò sì estremo, durante l'Età del Bronzo, che Ella non poté resistere oltre; e volò tra le stelle»
(Igino Astronomica II,25)
Non era l'equivalente della greca Temi, ma di sua figlia Dike, oppure Astrea.